# Ryan Ruddle
Ryan Ruddle (* 29. Juni 1987) ist ein neuseeländischer Eishockeyspieler, der seit 2017 bei den West Auckland Admirals in der New Zealand Ice Hockey League spielt.

## Karriere
Ryan Ruddle begann seine Karriere bei den Canterbury Red Devils. Mit dem Team aus Christchurch gewann er in der Spielzeit 2009 den neuseeländischen Meistertitel. Zudem wurde er im selben Jahr zum Rookie of the Year der New Zealand Ice Hockey League gewählt. 2016 spielte er für den Mustangs IHC aus Melbourne in der Australian Ice Hockey League. Anschließend kehrte nach Neuseeland zurück, wo er seit 2017 für die West Auckland Admirals spielt.

### International
Sein Debüt in der Nationalmannschaft der Neuseeländer gab der Stürmer, der im Juniorenbereich nie international spielte, bei der Weltmeisterschaft 2016 in der Division II. Auch 2017 spielte er in der Division II.

## Erfolge und Auszeichnungen
- 2009 Neuseeländischer Meister mit den Canterbury Red Devils
- 2009 Rookie of the Year der New Zealand Ice Hockey League